# Where We Are
Where We Are — десятый альбом поп-группы Westlife. Его релиз состоялся 27 ноября 2009 года в Ирландии, а 30 ноября альбом вышел в Великобритании. Единственным синглом с новой пластинки ирландских музыкантов стала песня «What About Now», которая стала доступной для скачивания 23 октября, а днём позже вышла на CD.
Альбом «Where We Are» занял 28 строчку в списке самых продаваемых альбомов Соединённого Королевства в 2009 году (427,000 проданных копий).

## Работа над альбомом
Запись нового альбома началась в Лос-Анджелесе. В работе принимали участие американские продюсеры и музыканты, с которыми ирландскому бой-бэнду не доводилось работать ранее, в их числе Грег Веллс (автор хитов для таких исполнителей как Селин Дион, Кэти Перри, OneRepublic), Имануил Кириакоу (Backstreet Boys, Клэй Айкин), Энн Превен и Скотт Катлер (Натали Имбрулья, Бейонсе Ноулз).
Вокалист Westlife Шейн Файлан о записи альбома:
«Я думаю, это все ещё поп-музыка, но в её разных вариациях. Отмечу, что мы работали с разными продюсерами, с которыми не работали ранее, и новыми авторами. В альбоме тринадцать песен и двенадцать из них абсолютно новые. Это более ритмичные песни, с более тяжелым звуком, некоторые с американским звучанием, некоторые песни несколько более напряженные — это касается как текста, так и музыки. Это лучший материал, с которым мы когда-либо работали. Слова, музыка — все на ином уровне. Даже если вы не поклонник Westlife, являясь любителем музыки, вы оцените качество этого альбома».
Первой была записана баллада «I’ll See You Again». Здесь же в американской студии были записаны песни «Sound of A Broken Heart», «No More Heroes», «The Difference», «How to Break a Heart». Композиция «Shadows», соавтором которой стал Эй Джей Маклин, первоначально должна была войти в альбом «This Is Us» группы Backstreet Boys, однако была переадресована британке Леоне Льюис для её второго студийного альбома «Echo», однако продюсер и владелец лейбла SyCo Music Саймон Ковелл посчитал, что песня больше подходит бой-бэнду — так она попала к Westlife. Продюсером песен «Shadows», а также «Where We Are», ещё одного трека с нового альбома, стал Райан Теддер — солист американской группы «One Republic». Песня «Reach Out» была написана при участии участника Westlife Марка Фихили.
В лондонской студии был записан ведущий сингл — кавер-версия песни американской группы Daughtry «What About Now». Марк в интервью «Daily Mirror»: «Мы хотели, чтобы первым синглом нового альбома стало что-то среднее между музыкой, которую наши поклонники знают и любят, и тем новым направлением, на которое мы нацелены. После 11 лет мы видим это как вторую фазу истории Westlife».

## Список композиций
| № п/п | Название                                                   | Авторы                                                    | Продолжительность |
| ----- | ---------------------------------------------------------- | --------------------------------------------------------- | ----------------- |
| 1     | What About Now                                             | Ben Moody, David Hodges, Josh Hartzler                    | 4:11              |
| 2     | How to Break a Heart                                       | Sam Watters, James Scheffer, Louis Biancaniello           | 4:04              |
| 3     | Leaving                                                    | Steven Lee Olsen, Bryn Christopher, Carl Falk             | 3:57              |
| 4     | Shadows                                                    | Ryan Tedder, AJ McLean                                    | 4:01              |
| 5     | Talk Me Down                                               | Simon Petty                                               | 4:01              |
| 6     | Where We Are                                               | Ryan Tedder, Savan Kotecha                                | 3:57              |
| 7     | The Difference                                             | Scott Cutler, Anne Preven, Brian Kennedy Seals            | 3:30              |
| 8     | As Love Is My Witness                                      | Connor Reeves, Jonathan Shorten                           | 4:07              |
| 9     | Another World                                              | Steve Booker, Sophie Delila                               | 3:16              |
| 10    | No More Heroes                                             | Lindy Robbins, Savan Kotecha, Emanuel Kiriakou            | 3:58              |
| 11    | Sound of a Broken Heart                                    | Sam Watters, John Reid, Wayne Wilkins, Louis Biancaniello | 3:51              |
| 12    | Reach Out                                                  | Shaznay Lewis, Chris Braide, Mark Feehily                 | 3:56              |
| 13    | I’ll See You Again                                         | Shelly Poole, Andy Hill                                   | 5:17              |
| 14    | You Raise Me Up (Live at Croke Park) (Японский бонус-трек) | Brendan Graham, Rolf Løvland                              | 5:00              |

## Синглы
| № п/п | Название/ Дата релиза                          | Трек-лист                                                                   | Примечание | Позиция в чартах    | Позиция в чартах | Позиция в чартах | Позиция в чартах | Позиция в чартах |
| № п/п | Название/ Дата релиза                          | Трек-лист                                                                   | Примечание | Флаг Великобритании | Флаг Ирландии    | Флаг ЕС          | Флаг Швеции      | Флаг Тайваня     |
| ----- | ---------------------------------------------- | --------------------------------------------------------------------------- | --- | ------------------- | ---------------- | ---------------- | ---------------- | ---------------- |
| 1     | What About Now 23 октября 2009 25 октября 2009 | 1. «What About Now» — 4:11 2. «You Raise Me Up» (Live at Croke Park) — 5:00 | «What About Now» — кавер-версия песни американской группы Daughtry стала первым и единственным синглом с альбома Where We Are. Продюсером трека выступил Стив Робсон. В первую неделю после релиза композиция достигла второй строчки в британском хит-параде, уступив первое место песне «Fight For This Love» британки Шерил Коул. Продажи сингла в Великобритании составили более 200 тысяч экземпляров, что соответствует серебряному статусу. | 2                   | 2                | 7                | 13               | 2                |

## Дата выхода альбома в разных странах
| Страна / Регион | Дата релиза    |
| --------------- | -------------- |
| Ирландия        | 27 ноября 2009 |
| Филиппины       | 28 ноября 2009 |
| Новая Зеландия  | 30 ноября 2009 |
| Норвегия        | 30 ноября 2009 |
| ЮАР             | 30 ноября 2009 |
| Великобритания  | 30 ноября 2009 |
| Гонконг         | 30 ноября 2009 |
| Южная Корея     | 1 декабря 2009 |
| Европа          | 2 декабря 2009 |
| Финляндия       | 2 декабря 2009 |
| Малайзия        | 2 декабря 2009 |
| Швеция          | 2 декабря 2009 |

| Страна / Регион | Дата релиза     |
| --------------- | --------------- |
| Нидерланды      | 3 декабря 2009  |
| Тайвань         | 4 декабря 2009  |
| Япония          | 23 декабря 2009 |
| Таиланд         | 21 января 2010  |
| Китай           | 25 января 2009  |
| Австрия         | 5 февраля 2010  |
| Германия        | 5 февраля 2010  |
| Швейцария       | 5 февраля 2010  |
| Мексика         | 15 марта 2010   |
| Словакия        | 5 апреля 2010   |
| Чехия           | 5 апреля 2010   |

## Позиция в чартах
| Страна         | Высшая позиция в чарте | Продажи  | Сертификация |
| -------------- | ---------------------- | -------- | ------------ |
| Великобритания | 2                      | 600,000+ | 2xПлатина    |
| Ирландия       | 2                      | 45,000+  | 3xПлатина    |
| Южная Корея    | 3                      |          |              |
| Европа         | 5                      |          |              |
| Швеция         | 8                      | 20 000+  | Золото       |
| Греция         | 9                      |          |              |
| Новая Зеландия | 13                     |          |              |
| Швейцария      | 25                     |          |              |
| Германия       | 42                     |          |              |
| Австрия        | 53                     |          |              |
| Мексика        | 71                     |          |              |